# Vì Nhân dân phục vụ

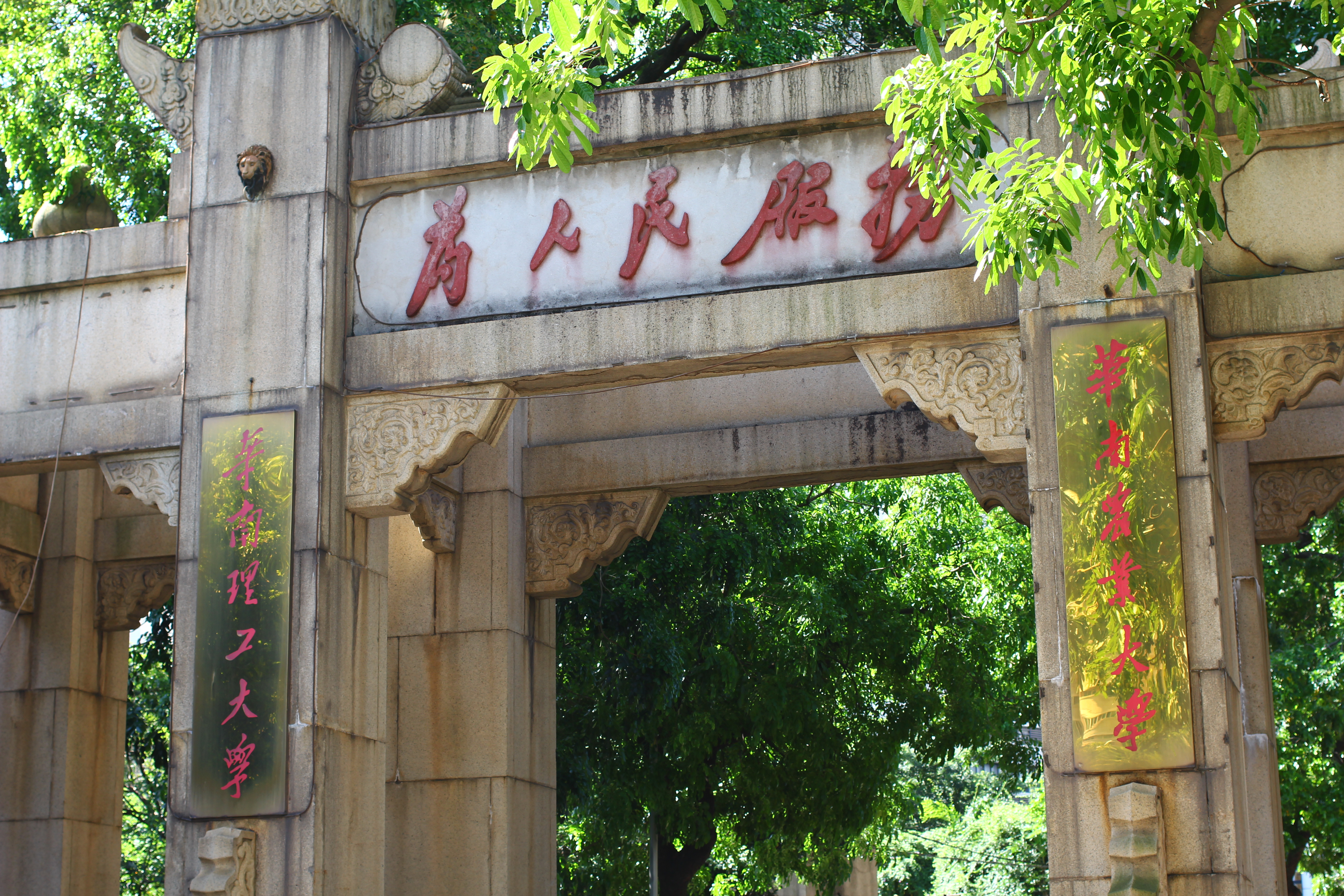
Khẩu hiệu được trưng bày tại Đại học Tôn Dật Tiên.

"Vì Nhân dân phục vụ" (tiếng Trung: 为人民服务; bính âm: wèi rénmín fúwù; nghĩa đen 'suy nghĩ và hành động vì lợi ích của nhân dân') là khẩu hiệu do Chủ tịch Trung ương Đảng Cộng sản Trung Quốc Mao Trạch Đông đưa ra đầu tiên là một trong những đặc điểm cơ bản đặc trưng và quy phạm của đạo đức chủ nghĩa cộng sản, còn là nghĩa vụ nguyên tắc của nhân viên công tác như là Đảng viên Cộng sản và nhân viên cơ quan Nhà nước tại Trung Quốc.

## Lịch sử
Hè năm 1944, Trương Tư Đức là binh lính trong Bát Lộ quân đóng tại huyện An Tắc, vùng biên Thiển Cam Ninh (Thiểm Tây, Cam Túc, Ninh Hạ), bị sập động than mà hy sinh. Tại phiên họp Trung ương Đảng ngày 8/9 đã tổ chức tưởng niệm Trương Tư Đức, chủ tịch Mao Trạch Đông đã tham dự và phát biểu. Trong bài phát biểu Mao Trạch Đông đề cao tinh thần phục vụ nhân dân của Trương Tư Đức, và chỉ ra rằng Trương Tư Đức đã hy sinh tình mạng vì nhân dân:
--Mao Trạch Đông, 8/9/1944
Khái niệm "vì nhân dân phục vụ", cùng với những khẩu hiệu khác như "không bao giờ được hưởng lợi chính mình, luôn luôn ích lợi cho nhân dân" (tiếng Trung: 毫不利己、专门利人, "hào bất lợi kỷ, chuyên môn lợi nhân") và "đấu tranh không mệt mỏi" (tiếng Trung: 奋斗精神, "phấn đấu tinh thần") gọi chung là "lão tam thiên" đã trở thành nguyên tắc cốt lõi của Đảng Cộng sản Trung Quốc.
Trong thời gian tham gia đàm phán tại Trùng Khánh (8-10/1945), Mao Trạch Đông đã đến thăm Đại Công báo và để lại lưu bút "vì nhân dân phục vụ".
Sau khi thành lập Cộng hòa Nhân dân Trung Hoa, tại cổng "Tân Hoa môn" lối vào của trụ sở Trung ương Đảng tại Trung Nam Hải có bức bình phong "Vì nhân dân phục vụ" do Mao Trạch Đông viết. Diệp Kiếm Anh, Dương Thượng Côn và các lãnh đạo Đảng và nhà nước Trung Quốc khác nói về Lôi Phong "vì nhân dân phục vụ hết mình".
Trong thời kỳ đầu cách mạng văn hóa, hầu hết người dân Trung Quốc đeo phù hiệu Mao Trạch Đông, riêng Mao Trạch Đông và Chu Ân Lai đeo phù hiệu "vì nhân dân phục vụ".
Đây cũng chính là khẩu hiệu chính của quân đội Giải phóng Nhân dân Trung Quốc khi diễu binh.

## Trong văn hóa
Năm 2007, ngôi sao Hollywood Cameron Diaz trong chuyến du lịch tới Peru vô tình có cặp in chữ "vì nhân dân phục vụ" của Mao Trạch Đông, gây nên tranh cãi nhỏ với người dân Peru. Trong thời gian từ 1980-1990, Peru chịu sự khủng bố của Shining Path (Đảng Cộng sản Peru theo đường lối Maoist), vì vậy chiếc cặp bị trở thành vật dụng ủng hộ và khôi phục chủ nghĩa Mao.
Nhà văn Diêm Liên Khoa đã viết tác phẩm trào phúng về thời kỳ cách mạng văn hóa mang tên "vì nhân dân phục vụ" nói về mối tình giữa người vợ của một sĩ quan quân đội và một người nông dân
.

## Tại Việt Nam
Tại Việt Nam, khẩu hiệu "Vì nước quên thân, vì dân phục vụ" là khẩu hiệu của lực lượng Công an nhân dân Việt Nam. 